# 清河 (汉水支流)
清河，是中国长江流域汉水水系的一条河流，汇入汉水中游。河长100千米，流域面积1960平方千米，多年平均流量立方米每秒。